# La Salamanca
La Salamanca es una zamba humorística argentina del año 1959, uno de los primeros éxitos de Los Fronterizos, y una de las últimas canciones de Arturo Dávalos.
La zamba describe una fiesta campesina nocturna de los diablos, en su cueva. 

## Vocabulario
- Salamanca: salamandra de cabeza chata; cueva de brujerías o en donde los diablos residen.[2]
- Mandinga: el diablo, el brujo. Una criatura monstruosa con una cola.[3]
- Rococo: anfibio batracio del norte de Argentina conocido como "Bufo paracnemis".
- Carboncillo: carbonilla. Refiere a leyendas populares sobre flores que devuelven la luz a los ciegos.[4] Carboncillo es un personaje ficticio que, según el mito popular, luce esta flor en el ojal de su saco o chaqueta.[5]
- Lechuza: ave de mal presagio.[6]
- Gran tenedor: tridente u horca.[7]
- Cruz del Sur: constelación celeste que se puede observar en el hemisferio Sur, que varios países llevan en sus banderas. En la tradición de los Inca representaba "una escalera de ascenso y descenso" o "un puente hacia arriba y hacia abajo" entre el mundo terrenal y el mundo de los dioses o los muertos. La bruja probablemente escapa de la Cruz del sur hacia el norte.
- Quirquincho: armadillo en Quechua, con cuyo caparazón se montan los charangos.
- Yaraví: género musical mestizo y triste del altiplano.
- Las noches de luna: el lunatismo es un estado de locura temporal que suele concordar principalmente con la luna llena, y contribuyó a la creencia en la licantropía (hombre lobo). En noches de luna llena, la luna amanece cuando el sol cae y cae cuando el sol amanece, y solo en noches de luna llena pueden ocurrir los eclipses lunares.